# Ямболски отряд
Ямболският отряд е българско военно формирование, взело участие в Сръбско-българската война (1885) в състава на Източния корпус.

## Формиране
Отрядът е формиран със заповед № 4 от 9 септември 1885 г. с щаб в Ямбол. За пръв началник на отряда е назначен майор Димитър Филов, за началник на щаба - капитан Радко Димитриев, а за офицер от Генералния щаб за поръчки - капитан Стефан Ильев.

## Боен път
В състава на Източния корпус изпълнява задачата да охранява границата с Турция в района на Казълагач.

## Състав на отряда
При създаването на отряда в състава му влизат следните изторумелийски дружини дружини:
- Първа Пловдивска дружина с командир капитан Рачо Николаев
- Втора Пловдивска дружина с командир капитан Димитър Мосинов
- Четвърта Пловдивска дружина с командир капитан Георги Николаев
- Казанлъшка дружина с командир капитан Кръстю Маринов
- Старо Загорска дружина с командир капитан Жейно Жейнов
- Сливенска дружина с командир капитан Георги Паничерски
- Ямболска дружина с командир капитан Христофор Драндаревски
- Татар Пазарджишка дружина с командир капитан Рихард Лео Александър фон Мах

През втората половина на септември към Ямболския отряд са включени 12 дружини от Княжество България. Общата му численост е 22 060 души.